# Estación de Alcover
Alcover es una estación ferroviaria situada en el municipio español homónimo, en la provincia de Tarragona, comunidad autónoma de Cataluña. Cuenta con servicios de media distancia.

## Situación ferroviaria
La estación está integrada en la línea 230 de Adif entre la Plana-Picamoixons y Reus, con el punto kilométrico 74. Este corto trazado es un eje norte-sur que sirve para conectar la línea 200, Madrid-Barcelona con la 210, Miraflores-Tarragona. Cumple así funciones similares a la hoy prácticamente desmantelada línea Reus-Roda de Bará.

## Historia
Con el ferrocarril dando sus primeros pasos en España, en 1856, Tarragona y Reus fueron rápidamente unidas gracias a ese novedoso medio de transporte que se veía muy útil para la economía local. Sobre esa base se crearon dos compañías: la Compañía del Ferrocarril de Montblanch a Reus y la Compañía del Ferrocarril de Montblanch a Lérida, con un mismo objetivo, alcanzar Lérida. Ambas no tardaron en fusionarse en la Compañía del Ferrocarril de Lérida a Reus y Tarragona. Dicha compañía no completó la línea hasta la apertura del tramo entre Juneda y Lérida en mayo de 1879, aunque la estación de Alcover se puso en funcionamiento mucho antes, en mayo de 1863 tras finalizar el tramo Montblanch-Reus. La precaria situación económica de la titular de la concesión facultó que la poderosa Norte se hiciera con ella en 1884.
Norte mantuvo la gestión de la estación hasta que en 1941 se produjo la nacionalización del ferrocarril en España y todas las compañías existentes pasaron a integrarse en la recién creada RENFE. 
Desde el 31 de diciembre de 2004 Renfe Operadora explota la línea mientras que Adif es la titular de las instalaciones ferroviarias.

## La estación
Se encuentra al este de la localidad de Alcover. A diferencia de otras estaciones del tramo no conserva su edificio original ya que este ha sido sustituido por otro mucho más moderno de corte funcional que permanece cerrado a los viajeros. El recinto cuenta con dos andenes, uno lateral y otro central al que acceden tres vías.

## Servicios ferroviarios

### Media Distancia
Los servicios de Media Distancia que ofrece Renfe tienen como principales destinos Barcelona, Tarragona y Lérida. 
| Línea MD | Trenes                   | Origen/Destino       |  | Destino/Origen                | Equivalente Rodalies de Catalunya |
| -------- | ------------------------ | -------------------- |  | ----------------------------- | --------------------------------- |
| 35       | Regional Regional Exprés | Lérida Pirineos      |  | Barcelona-Estación de Francia |                                   |
| 35       | Regional                 | La Plana-Picamoixons |  | Tarragona                     |                                   |